# Nikolas Cruz
Nikolas Jacob Cruz (ur. 24 września 1998 w Margate) – amerykański masowy morderca portorykańskiego pochodzenia, który 14 lutego 2018 roku zastrzelił 17 osób i ranił 17 następnych w szkole Marjory Stoneman Douglas High School w Parkland na Florydzie. Była to jedna z najkrwawszych strzelanin szkolnych w historii Stanów Zjednoczonych i największa dokonana w szkole średniej, przewyższając słynną masakrę w Columbine High School.

## Biografia
Urodził się w 1998 roku w Margate na Florydzie w rodzinie pochodzenia portorykańskiego. Jego biologiczni rodzice porzucili go kiedy miał kilka lat, został adoptowany wkrótce potem przez Lyndę i Rogera Cruzów z Miami. W wieku kilku lat był naocznym świadkiem śmierci swojego ojca, co odbiło się później na jego psychice. Wchodząc w okres dojrzewania, zaczął okazywać pierwsze oznaki nieprawidłowego rozwoju i nieuzasadnionych agresywnych zachowań. Bez powodu rzucił w swojego przybranego brata Zachary’emu kamieniem, trafiając go w głowę. Jego matka po raz pierwszy musiała wezwać służby. Policja była w domu Cruza w związku z jego niebezpiecznymi zachowaniami ponad 40 razy.
Jako nastolatek, zaczął się zachowywać w sposób coraz bardziej niepokojący. W gimnazjum zaczął być prześladowany przez rówieśników, pogorszył się jego stan psychiczny. W liceum Marjory Stoneman Douglas High School postrzegano go jako osobę niebezpieczną i potencjalnie chorą psychicznie. Cruz m.in. przynosił zmasakrowane zwłoki zwierząt w pudełkach do szkoły, groził kolegom, wywoływał fałszywe alarmy przeciwpożarowe, deklarował wiarę w Szatana, a także oglądał zdjęcia zmasakrowanych zwłok ludzkich na lekcjach. Znęcał się nad matką i bratem, raz pobił ją i zdemolował swój pokój po przegraniu w grę komputerową Call of Duty: Modern Warfare 2, często uciekał też z domu.
Cruz od kilku lat przed swoim atakiem publikował w internecie niepokojące wpisy, zdjęcia i filmy. W 2017 roku napisał na YouTube, że zamierza zostać zawodowym zabójcą szkolnym i skopiować masakrę w Austin w Teksasie z 1966 roku. Wówczas to Charles Whitman zabił kilkanaście osób z wieży miejscowego uniwersytetu. Cruz wychwalał sprawcę masakry w Isla Vista z 2014 roku. We wpisach na Instagramie chwalił się kolekcją broni palnej, którą zaczął rozbudowywać po ukończeniu 18 lat. Publikował zdjęcia w agresywnych pozach z bronią wycelowaną w kamerę i zdjęcia zabitych przez siebie zwierząt. Na kilka dni przed masakrą nagrał parę filmów telefonem i wstawił je na YouTube – na każdym zapowiadał masakrę i narzekał na bycie wyzywanym. Oskarżał w nich ludzi o to, że mają mózgi wyprane przez propagandę rządową. Na telefonie Cruza znajdowały się zapisane m.in. zdjęcia szkoły Columbine, treści związane z masakrami w szkołach w Tuusula, Red Lake i Virginia Tech oraz masakrą w kinie w Aurorze i masakrą w klubie w Orlando. W listopadzie 2017 roku zmarła jego adopcyjna matka przez co Cruz wpadł w depresję. Przeprowadził się do mieszkania jednej z koleżanek jego matki, ale ta wyrzuciła go z domu z powodu groźnych zachowań, więc Cruz przeprowadził się do mieszkania jednego ze swoich przyjaciół ze szkoły gdzie przebywał do dnia zamachu.

## Przekonania polityczne
Cruz miał skrajnie prawicowe przekonania polityczne i społeczne. Zamieszczał rasistowskie, seksistowskie i homofobiczne komentarze. Wychwalał strzelców szkolnych i innych zamachowców. Równocześnie na jednym ze zdjęć na Instagramie Cruz widniał ubrany w maskę z hasłem antify, ale nie było doniesień o tym iż popierał jakikolwiek nurt skrajnie lewicowy. Inne ze zdjęć przedstawiało Cruza ubranego w czapkę z hasłem wyborczym Donalda Trumpa Make America Great Again prawdopodobnie przed budynkiem jego szkoły. Cruz nawiązał kontakty ze skrajnie prawicową organizacją z Florydy chcącą by stan ten był autonomią zamieszkałą jedynie przez białych.

## Aktywność w internecie
Cruz był aktywny w internecie. Treści jakie w nim zamieszczał były co najmniej raz przedmiotem śledztwa policji. Użytkownik, pod którego filmem Cruz zamieścił komentarz o chęci bycia strzelcem szkolnym, zgłosił sprawę FBI. Funkcjonariusze oficjalnie przyjęli zgłoszenie, ale nie zrobili nic aby wykryć sprawcę. Szkolni koledzy Cruza mieli wielokrotnie skarżyć się policji na to iż ten stalkuje ich w internecie i wypisuje niepokojące i szokujące rzeczy na swoich profilach. Służby nie podjęły jednak odpowiednich działań. Po ataku, FBI zalała fala krytyki za jej brak reakcji na niepokojącą aktywność Cruza w internecie.
Cruz posiadał na swoim telefonie szereg drastycznych zdjęć i propagandowe hasła nazistowskie. Posiadał zapisane teksty piosenek, które nawiązywały  do masakry w Columbine (np. Pumped Up Kicks). Wyrażał we wpisach chęć zemsty na prześladowcach ze szkoły. W internecie często wchodził na strony Wikipedii o strzelaninach, czytał też o satanizmie. W jego wynikach wyszukiwania znalezionych na telefonie były frazy takie jak masakra po strzelaniu do ludzi, gwałt uchwycony na filmiku, i inne podobne.

## Prawdopodobny motyw
Cruz prawdopodobnie był załamany po utracie dziewczyny, w której był zakochany, a która umawiała się z jego szkolnym prześladowcą. W dniu ataku, w Walentynki, wstał wcześnie rano i zaczął od razu pisać z nią i swoim przyjacielem. Dziewczyna odpisała, że nie chce z nim być (w opinii niektórych znajomych skarżyła się, iż miał ją bić podczas związku), a wtedy ten prawdopodobnie zamówił Ubera i pojechał uzbrojony pod szkołę i dokonał masakry. Z ujawnionej przez specjalną komisję do spraw zbadania masakry ostatniej wymiany SMS-ów między Cruzem a dziewczyną i przyjacielem, ten napisał mu w którymś momencie iż chciałby go zapoznać z innymi dziewczynami, Cruz odpisał, że już za późno i przestał odpisywać. Nie jest jasne czy problemy ze związkiem mogły być głównym motywem, ale w opinii wielu prawdopodobnie to był jeden z głównych powodów masakry.

## Zamach i proces
Osobny artykuł: Strzelanina w Douglas High School w Parkland.
W dniu 14 lutego 2018 roku Cruz wtargnął do szkoły Marjory Stoneman Douglas High School, z której został wyrzucony kilka miesięcy wcześniej za problematyczne zachowanie. Po wywołaniu fałszywego alarmu przeciwpożarowego rozpoczął masakrę. Najpierw ostrzelał klasę od historii gdzie odbywała się lekcja na temat Holokaustu, a później kilka innych klas, po czym zaczął strzelać do ludzi jeszcze na dwóch piętrach i wybiegł ze szkoły kilka minut po pierwszym otwarciu ognia – zabił 17 i postrzelił dalszych 17 osób.
Cruza zatrzymano po jego ucieczce około godzinę później. W 2021 roku został uznany winnym dokonania masakry przez sąd po kilkuletnim procesie. Na procesie okazał skruchę i przeprosił rodziny ofiar za swoje czyny, miał wyrazić chęć by to one zadecydowały o jego karze. Cruz może zostać skazany zgodnie z prawem na Florydzie, po uznaniu za winnego, na dożywocie lub karę śmierci.
W listopadzie 2022 roku został skazany na 34 kary dożywotniego pozbawienia wolności, jedna za każdą ofiarę, bez możliwości wcześniejszego warunkowego zwolnienia